# Vukan van Raška
Vukan van Raška (Servisch: Вукан) (ca. 1045 - na 1106) was župan van Raška van ca. 1083 tot 1114. Hij was mogelijk de zoon van Petrislav van Raška.
Vukan en zijn broer Marko onderwierpen zich aan Konstantin Bodin, de koning van Duklja, en werden door hem tot župan van Raška aangesteld. Marko wordt niet verder in bronnen vermeld. Omstreeks 1090 onderwierp het Byzantijnse Rijk Duklja en nam Konstantin Bodin gevangen. De Servische staten die onder Duklja vielen werden onafhankelijk en Raška werd de belangrijkste Servische staat. 
Vukan riep zich omstreeks 1091 uit tot grootžupan. Tegelijk begon hij rooftochten in de Byzantijnse gebieden in Kosovo. In 1092 stuurde keizer Alexios I Komnenos een leger om de Serven aan te pakken maar Vukan kon dat leger verslaan. Alexios trok nu zelf met een groot leger naar Raška maar Vukan bood een gunstige vredesovereenkomst aan. Alexios accepteerde die graag om zo zijn handen vrij te hebben om invallen van de Koemanen het hoofd te kunnen bieden. Toen Alexios was vertrokken, plunderde Vukan het dal van de Vardar en veroverde de steden Vranje (Servië), Skopje en Tetovo. Alexios trok een tweede keer naar Raška in 1094 of 1095, en opnieuw onderwierp Vukan zich, samen met de Servische župans. Vukan moest de keizer twintig gijzelaars geven, waaronder zijn vermoedelijke zoon Uroš. In 1096 gebruikte Vukan de chaos rondom de Eerste Kruistocht om nogmaals Byzantijnse gebieden te plunderen.
Na de dood van Konstantin Bodin (1101) mengde Vukan zich in de aangelegenheden van Duklja. Hij benoemde en verving de koningen van Duklja. In 1106 plunderde Vukan nogmaals Byzantijnse gebieden, ditmaal maakte hij gebruik van een Normandische inval in het Byzantijnse Rijk. Vukan versloeg keizer Johannes II Komnenos maar moest zich uiteindelijk onderwerpen en opnieuw gijzelaars afstaan.